# ميشيل دير زاكاريان
ميشيل دير زاكاريان (بالفرنسية: Michel Der Zakarian)‏ (18 فبراير 1963 - )، لاعب كرة قدم سابق فرنسي من أصل أرمني و‌المدرب الحالي لنادي بريست، ودرب سابقًا نادي مونبلييه وأندية أخرى.

## وصلات خارجية
ميشيل دير زاكاريان على موقع الاتحاد الدولي (مؤرشف)  (الإنجليزية)
- ميشيل دير زاكاريان على موقع قاعدة بيانات كرة القدم.إي يو (الإنجليزية)
- ميشيل دير زاكاريان على موقع ليكيب (الفرنسية)
- ميشيل دير زاكاريان على موقع ناشيونال فوتبول تيمز (الإنجليزية)
- ميشيل دير زاكاريان على موقع عالم كرة القدم.نت (الإنجليزية)